# Örjan Martinsson

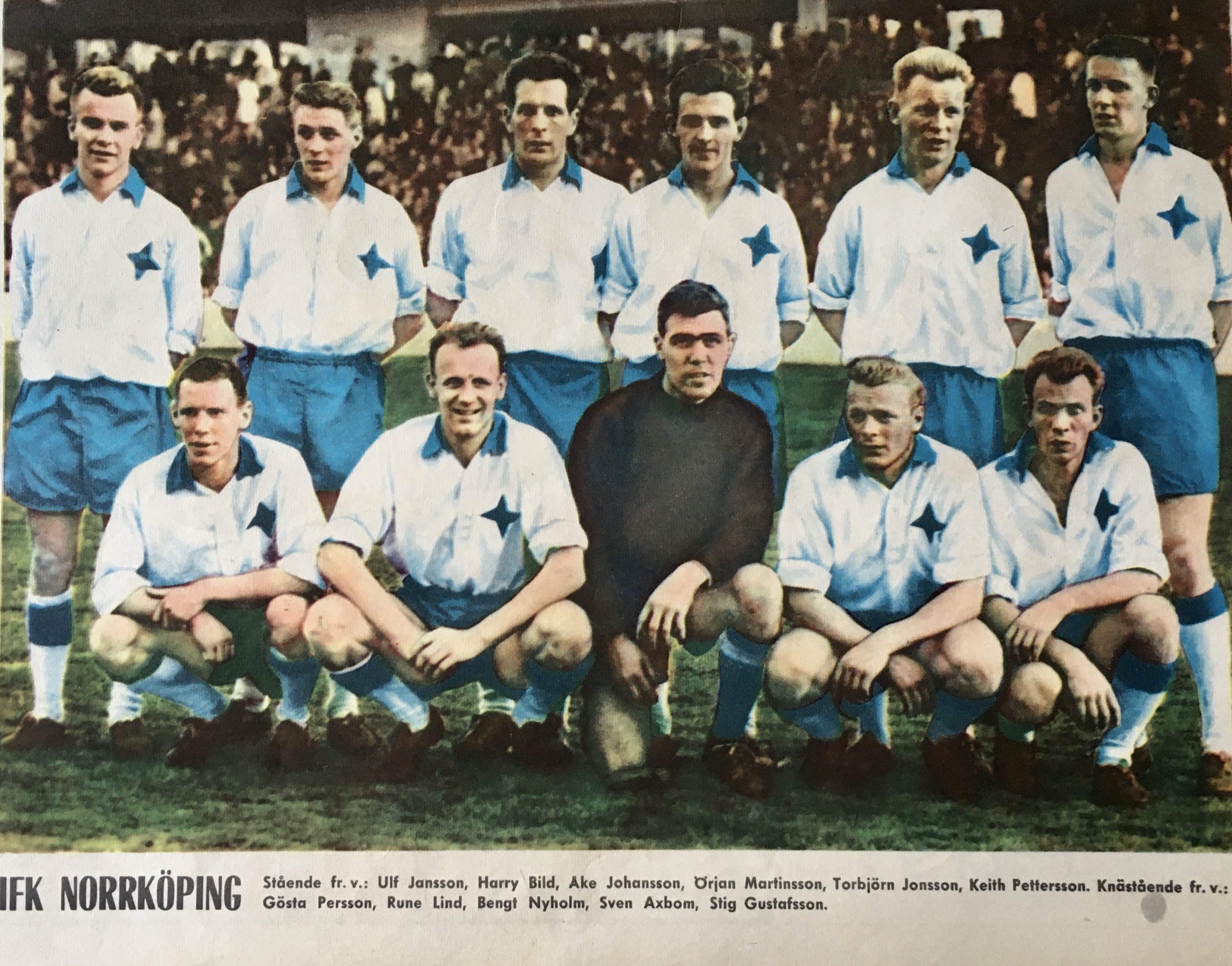
IFK Norrköpings mästarlag 1960, stående från vänster: Ulf Jansson, Harry Bild, Åke "Bajdoff" Johansson, Örjan Martinsson, Torbjörn Jonsson, Keith Pettersson. Knästående från vänster: Gösta Persson, Rune Lind, Bengt "Zamora" Nyholm, Sven Axbom och Stig Gustafsson.

Gustaf Örjan Martinsson, född 1 november 1936 på Motala BB av föräldrar från Nässja socken utanför Vadstena, död 28 februari 1997 i Norrköping, var en svensk fotbollsspelare och tränare.
Martinsson kom till IFK Norrköping 1958 från Vadstena GIF. Han blev svensk mästare tre gånger och gjorde på 175 allsvenska matcher 53 mål mellan 1959 och 1967.
20 A-landskamper (fem mål) mellan 1960 och 1966 samt fyra B-landskamper (ett mål) mellan 1959 och 1961.
Han tränade efter sin aktiva spelarkarriär såväl IK Sleipner som IFK Norrköping (1973–74).
Martinssons spelstil var av den eleganta arten och han bildade anfallspar tillsammans med den mer robuste centertanken Harry Bild.